# Institut Wiener Kreis – Wiener Kreis Gesellschaft
Das Institut Wiener Kreis wurde 1991 von Friedrich Stadler zusammen mit Anhängern des Wiener Kreises als Verein zur Förderung Wissenschaftlicher Weltauffassung gegründet und widmet sich seitdem dem Werk und der Wirkung des Wiener Kreises des Logischen Empirismus. Im Jahre 2011 wurde der Verein als „Institut Wiener Kreis“ eine Subeinheit (Institut) der Fakultät für Philosophie und Bildungswissenschaft der Universität Wien. Seit 2016 trägt der weiter bestehende Verein den Namen „Wiener Kreis Gesellschaft“ und wirkt in enger Zusammenarbeit mit dem universitären Institut Wiener Kreis.

## Ziele
Das Institut / Die Wiener Kreis Gesellschaft

„bezweckt sowohl die bislang vernachlässigte Dokumentation und Weiterentwicklung von Werk und Wirkung des Wiener Kreises im Bereich der Wissenschaft und Volksbildung, als auch die aktuelle Pflege und Anwendung logisch-empirischen, kritisch-rationalen und sprachanalytischen Denkens und Handelns zum Aufbau einer wissenschaftlichen Philosophie und Weltauffassung in Verbindung mit allgemein soziokulturellen Strömungen. Ein wesentliches Ziel dieser Bemühungen ist die Demokratisierung von Wissen und Wissenschaft als Aufklärungsarbeit wider jeden Irrationalismus, Dogmatismus und Fundamentalismus im gesellschaftlichen Zusammenhang und in Übereinstimmung mit dem letzten Stand internationaler Forschung.“

## Aktivitäten
- Organisation internationaler Konferenzen, Symposien, Workshops[2][3][4]
- Publikation mehrerer Schriftenreihen in deutscher und englischer Sprache: Vienna Circle Institute Yearbook,[5] Schriftenreihe Vienna Circle Institute Library,[6] Schriftenreihe Wissenschaftliche Weltauffassung und Kunst, Schriftenreihe Veröffentlichungen des Instituts Wiener Kreis[7]
- Forschungsprojekte und Editionen: Moritz Schlick Gesamtausgabe (in Zusammenarbeit mit der Universität Rostock),[8] Ernst Mach Studienausgabe,[9] zahlreiche laufende und abgeschlossene Forschungsprojekte[10][1]
- Universitäre Lehre: Beteiligung am Master-Programm History and Philosophy of Science[11] und (bis 2019) am FWF-Doktoratsprogramm The Sciences in Historical, Philosophical, and Cultural Contexts[12]
- Seit 2001 Organisation der jährlichen Vienna International Summer University – Scientific World Conceptions, ab 2015 als University Summer School – Scientific World Conceptions (uss/swc)[13]
- 2015 organisierte das Institut Wiener Kreis an der Universität Wien die erste Ausstellung zum Wiener Kreis[14]

## Bibliothek
Die Wiener Kreis Gesellschaft unterhält eine Forschungsbibliothek u. a. mit Büchern und Archivbeständen von Otto Neurath, Robert S. Cohen, Kurt Blaukopf, Kurt R. Fischer, Eugene T. Gadol, Arthur Pap und Paul Weingartner.